# Mademoiselle Claire Jacquier
'Mademoiselle Claire Jacquier' est un cultivar de rosier obtenu en 1887 par le rosiériste français Alexandre Bernaix et mis au commerce en 1888. Son succès ne se dément pas car il figure toujours dans de nombreux catalogues du monde.

## Description
Ce rosier grimpant est issu d'un hybride de Rosa multiflora et sans doute d'un rosier thé. Ses fleurs très nombreuses fleurissant en bouquets, légèrement parfumées, sont petites à moyennes et semi-pleines avec des pétales concolores blancs et délicatement jaune nankin au cœur. La floraison, abondante, est unique, mais il peut arriver que des fleurs éclosent au cours de l'été. Ce rosier donne des cynorhodons rouge-orangé à l'automne fort décoratifs.
Il peut s'élever à 9 mètres pour une envergure de 305 cm ; sa croissance est très rapide et vigoureuse. Ses rameaux sont flexibles, ce qui facilite sa conduite. Il faut pailisser les rameaux d'un centimètre de diamètre. Il peut couvrir des arbres. Il a besoin d'une exposition ensoleillée.
Il résiste à des températures de l'ordre de -15° à -20°.

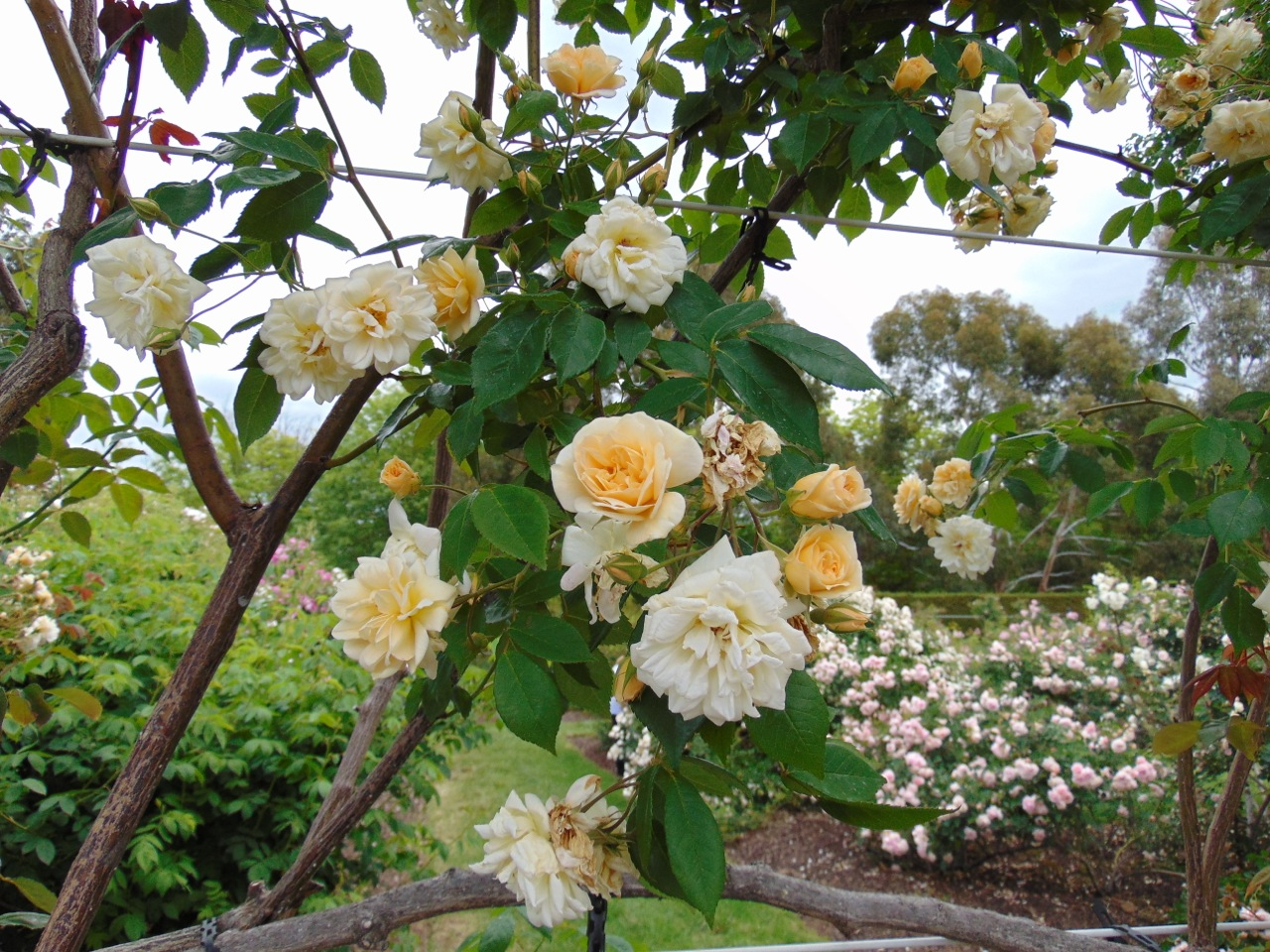
Rosier 'Mademoiselle Claire Jacquier' en Australie.